# Boyuncuk, Güçlükonak
Boyuncuk là một xã thuộc huyện Güçlükonak, tỉnh Şırnak, Thổ Nhĩ Kỳ. Dân số thời điểm năm 2011 là 934 người.